# فهرست شخصیت‌های دکستر

سریال دکستر در برنامه نمایش خانگی آمازون پرایم پخش می‌شود.

این فهرست شامل شخصیت‌های مجموعه تلویزیونی دکستر می‌باشد.

## شخصیت‌های اصلی
| شخصیت          | بازیگر          | فصل        | فصل        | فصل        | فصل        | فصل        | فصل        | فصل        | فصل  |
| شخصیت          | بازیگر          | ۱          | ۲          | ۳          | ۴          | ۵          | ۶          | ۷          | ۸    |
| -------------- | --------------- | ---------- | ---------- | ---------- | ---------- | ---------- | ---------- | ---------- | ---- |
| دکستر مورگان   | مایکل سی هال    | اصلی       | اصلی       | اصلی       | اصلی       | اصلی       | اصلی       | اصلی       | اصلی |
| ریتا بنت       | جولی بنز        | اصلی       | اصلی       | اصلی       | اصلی       | مهمان      |            |            |      |
| دبرا مورگان    | جنیفر کارپنتر   | اصلی       | اصلی       | اصلی       | اصلی       | اصلی       | اصلی       | اصلی       | اصلی |
| جیمز دوکس      | اریک کینگ       | اصلی       | اصلی       |            |            |            |            | مهمان      |      |
| ماریا لاگوئرتا | لورین ولز       | اصلی       | اصلی       | اصلی       | اصلی       | اصلی       | اصلی       | اصلی       |      |
| انجل باتیستا   | دیوید زایاس     | اصلی       | اصلی       | اصلی       | اصلی       | اصلی       | اصلی       | اصلی       | اصلی |
| هری مورگان     | جیمز رمار       | اصلی       | اصلی       | اصلی       | اصلی       | اصلی       | اصلی       | اصلی       | اصلی |
| وینس ماسوکا    | سی اس لی        | تکرارکننده | اصلی       | اصلی       | اصلی       | اصلی       | اصلی       | اصلی       | اصلی |
| توماس متیو     | جف پیرسون       | تکرارکننده | تکرارکننده |            | تکرارکننده | تکرارکننده | تکرارکننده | تکرارکننده | اصلی |
| جویی کویین     | دزموند هرینگتون |            |            | تکرارکننده | اصلی       | اصلی       | اصلی       | اصلی       | اصلی |
| جیمی باتیستا   | ایمی گارسیا     |            |            |            |            |            | تکرارکننده | تکرارکننده | اصلی |

### دکستر مورگان
مایکل سی هال در نقش دکستر مورگان نقش اصلی سریال حضور دارد. سه بازیگر دیگر، کودکی، نوجوانی و جوانی دکستر را بازی می‌کنند. او فرزند خوانده هری مورگان، یکی از پلیس‌های شهر میامی بوده و تحت نظر پدرش که متوجه روحیه جنایت‌کارانه دکستر شده، چگونگی به قتل رساندن قاتلین گریخته از دست پلیس و پنهان کردن و از بین بردن شواهد جرم را می‌آموزد. دکستر یک متخصص شواهد قانونی و تشخیص آثار خون است که در بخش جنایی پلیس شهری میامی به کار مشغول است. او تحت پوشش این شغل قاتلین گریخته از دست پلیس را شناسایی کرده، ربوده، و با مراسم و قواعد خاصی به قتل می‌رساند.

### دبرا مورگان
جنیفر کارپنتر بازیگر اصلی نقش دبرا مورگان خواهر دکستر در این مجموعه بوده‌است. او که آرزو دارد همچون پدرش پلیس موفقی باشد، درگیری‌های فراوانی دارد. از سویی دکستر به او اعتماد دارد. دو بازیگر دیگر جوانی و نوجوانی دبرا مورگان را بازی کرده‌اند.

### ریتا بنت
ریتا مورگان همسر دکستر که البته در قسمت‌های ابتدایی نقش نامزد او را ایفا می‌کند. دکستر سعی می‌کند در رابطه با او طوری رفتار کند که عادی به نظر برسد.

### هری مورگان
هری مورگان پدرخوانده دکستر است که سال‌ها پیش فوت کرده است و تنها در ذهن دکستر و یا صحنه‌های گذشته‌نمایی حضور دارد. جیمز رمار در سریال نقش هری را ایفا می‌کند.

### وینس ماسوکا
وینس ماسوکا (با بازی سی اس لی)، متخصص پزشکی قانونی و همکار اصلی دکستر در بخش جنایی پلیس میامی است.

### ماریا لاگوئرتا
رئیس بخشی از پلیس که دکستر در آن فعالیت می‌کند. او از دبرا خوشش نمی‌آید و دبرا حس می‌کند او باعث عدم پیشرفت شغلی‌اش می‌شود.

### جیمز دوکس
جیمز دوکس (با بازی اریک کینگ)، گروهبان پلیس در بخش جنایی است. او اولین فرد در اداره پلیس است که به رفتار دکستر مشکوک شده است، از این رو در فصل دوم فعالیت‌های دکستر را زیر‌نظر دارد و کنجکاوی او منجر به درگیری با دکستر می‌شود.

### انجل باتیستا
انجل باتیستا (با بازی دیوید زایس)، کارآگاه بخش جنایی پلیس میامی و بهترین دوست دکستر است. او در بسیاری از مسائل کاری و شخصی از دکستر مشورت می‌گیرد.

## شخصیت‌های مکمل

### وابستگان دکستر و ریتا

#### استر بنت
استر بنت (با بازی کریستینا رابینسون)، دختر ریتا با همسر قبلی خود، پل بنت، است.

#### کدی بنت
کُدی بنت، پسر ریتا با همسر قبلی خود، پل بنت، است. دنیل گولدمن در فصل ۱ و پرستون بیلی در فصل ۲ تا ۷ ایفاگر نقش کدی در سریال بودند.

#### پل بنت
همسر سابق ریتا است که در زندگی مشترک به علت اعتیاد پال به مواد مخدر به مشکلات زیادی بر خورده‌اند. او که از زندان بازگشته، سعی می‌کند با تحت تأثیر قرار دادن بچه‌ها، ریتا را برای برگشتن به زندگی مشترک تحت فشار قرار دهد.

#### برایان موزر
برایان موزر (با نام مستعار رودی کوپر)، شخصیت منفی اصلی در فصل اول و برادر تَنی دکستر است که به «قاتل کامیون یخچال‌دار» معروف می‌باشد. او که به عنوان یک متخصص پروتز مشغول به کار است تحت عنوان قاتل کامیون یخچال‌دار، به قتل زنان تن فروش می‌پردازد.

### شخصیت‌های اضافه شده در فصل اول

#### کامیلا
مسئول پرونده‌ها در واحد پلیس که در آستانه بازنشستگی قرار دارد. او با پدر دکستر همکار بوده و پروندهٔ قتل مادر دکستر را از بین برده است.

### شخصیت‌های اضافه شده در فصل دوم

#### فرانک لاندی
فرانک لاندی (با بازی کیت کارادین)، مامور ویژه اف‌بی‌آی است که برای رسیدگی به پرونده «قصاب بندرگاه بِی» به‌همراه تیمش به میامی اعزام شده است. در حین بررسی پرونده لاندی و دبرا وارد رابطه عاشقانه می‌شوند.

#### لایلا وست
لایلا وست (با بازی جیمی موری)، که در ابتدا خود را با نام مستعار لایلا تورنِی معرفی کرده است، حامی دکستر در انجمن معتادان گمنام و شخصیت منفی اصلی در فصل دوم است.

#### چینو کوچولو
یک قاچاقچی مواد مخدر و اولین قربانی او که موفق به فرار می‌شود. گریختن او برای دکستر مسئله ساز می‌شود اما سرانجام او را می‌یابد و می‌کشد.

#### گابریل بوسکی
گابریل بوسکِی، یک نویسنده است که اولین دوست‌پسر دبرا بعد از برایان موزر/رودی کوپر به حساب می‌آید.

#### ازمه پاسکال
به جای ماریا مدتی مسئول واحد تحقیقات پلیسی می‌شود اما روابط خانوادگی اش باعث عدم تعادل روحی او می‌شود. در نهایت روابط خانوادگی توطئه‌ای از سوی ماریا بوده.

#### راگر هیک
ماشین فروشی که به خاطر پول دست به قتل زنان می‌زده. دکستر از او یک خودرو می‌خرد و او را به قتل می‌رساند. 

#### سانتوز جیمنز
یکی از سه نفر قاتلینی که در کودکی دکستر مارد او را به قتل رسانده است. دکستر یک بار به سراغ او می‌رود اما او را ضعیف و ناتوان می‌بیند. اما بعد که با توطئه لیلا او به سراغ دکستر می رود، دکستر او را می‌یابد و به قتل می‌رساند.

#### خوان رینِز
جاکشی که یکی از فاحشه‌های خود را به قتل رسانده است و دکستر او را در جوانی به قتل می‌رساند. دکستر در آینده متوجه می‌شود که پدرش به خاطر این حادثه خودکشی کرده‌است.

#### کورتیس بارنز
افسر ارتش آمریکا که همسرش را کشته است و توسط جیمز دوکس به قتل می‌رسد.

#### کن اولسون
مردی که مدعی است قصاب لنگرگاه است. سرانجام دکستر او را می‌کشد.

### شخصیت‌های اضافه شده در فصل سوم

#### میگل پرادو
معاون دادستان منطقه که در گذشته با ماریا لاگوئرتا هم سروسری داشته‌است. بعد از اینکه متوجه می‌شود که دکستر، فردی به نام فریبو را که مظنون به قتل برادرش است کشته است تصمیم می‌گیرد با دکستر همدست شده و افرادی را که نمی‌پسندد به قتل برساند.

#### رامون پرادو
برادر میگل پرادو که با درجه ستوان در حوزه کلانتری خدمت می‌کرد.

#### الن وولف
الن وولف وکیل مدافع اصلی‌ترین رقیب میگل پرادو به‌شمار می‌رفت. درحالیکه الن اعتقاد داشت که میگل با پیچاندن قوانین، افراد بی‌گناه را روانه زندان می‌کند میگل هم اعتقاد داشت که الن به گناهکاران کمک می‌کند تا آزاد شوند.

### شخصیت‌های اضافه شده در فصل چهارم

#### آرتور میچل
آرتور میچل، شخصیت منفی اصلی در فصل چهارم سریال می‌باشد. در ابتدا در جامعه، او به عنوان یک معلم، سخنران و مروج مذهبی در کلیسا و یک خَیِر کارآفرین به نظر می‌رسد، اما در عین حال یک قاتل زنجیره‌ای می‌باشد. جان لیسگو ایفاگر نقش میچل در این سریال است.

### شخصیت‌های اضافه شده در فصل پنجم

#### لومن پیرس
لومن پیرس، شاهد  قتل‌ بوید فولر توسط دکستر است و یک تهدید جدی برای اثبات جرم دکستر به حساب می‌آید؛ اما از آن جایی که بی‌گناه است، با قانون دکستر (کُد) همخوانی ندارد و دکستر مجبور به زنده نگهداشتن اوست. در این حین، رابطه بین آن‌ها عمیق‌تر می‌شود.

#### جوردن چیس
جوردن چیس (با نام اصلی یوجین گریر)، یک نویسنده باهوش و سخنران انگیزشی معروف و شخصیت منفی اصلی در فصل پنجم است.

### شخصیت‌های اضافه شده در فصل ششم

#### تراویس مارشال
تراویس مارشال (با بازی کالین هنکس)، پژوهشگر آثار باستانی، و یک ترمیم کننده حرفه‌ای کتاب‌های مقدس قدیمی است. او با پرونده‌ای جنایی، که تحت عنوان قتل‌های روز رستاخیز شناخته می‌شود در ارتباط است و در واقع، به عنوان قاتل روز رستاخیز نیز نامیده می‌گردد و شخصیت منفی اصلی در فصل ششم است.

### شخصیت‌های اضافه شده در فصل هفتم

#### هانا مک‌کی
هانا مک‌کی (با بازی ایوان استراهاوسکی)، دختری است که در زمان پانزده سالگی به همراه دوست پسر خود (وین رندال) در قتل‌هایی زنجیره‌ای شرکت داشته است. در آن زمان به علت سن پایین، و به علت متهم شدن به شریک بودن در جرایم، مدت شش سال را در بازداشتگاه نوجوانان سپری کرده است. حالا او زنی است که به علت پیدا شدن سرنخ‌های جدیدی از قتل‌های وین رندال، مجدد مورد بررسی قرار می‌گیرد و در این حین با دکستر وارد نوعی رابطه می‌شوند.

### شخصیت‌های اضافه شده در فصل هشتم

#### اولین وگل
دکتر اِوِلین وُگِل (با بازی شارلوت رمپلینگ)، یک روان‌پزشک متخصص در بیماران سایکوپاتی (جامعه ستیز) است.

## شخصیت‌های دیگر

### شخصیت‌های دیگر در فصل اول

#### امت مریدان
روانپزشکی که به دکستر کمک می‌کند شخصیت خود را بهتر بشناسد. اما خود او چند زن را مجبور به خود کشی کرده‌است و سرانجام توسط دکستر به قتل می‌رسد.

#### نیل پری
یک مرد عصبی و روانی که در ابتدا به عنوان قاتل اصلی به او مظنون می‌شوند. او نگهبان محلی است که قاتل کامیون یخچال‌دار در ابتدا از آن به عنوان محل جنایات خود بهره می‌برده است.

#### تونی توچی
نگهبان یک سالن اسکیت. او اولین مظنون قتل‌های سریالی است.

#### کارلوس گوئرو
یکی از بزرگترین قاچاقچیان مواد مخدر در میامی. جیمز دواک قصد دارد به نحوی او را به دام بیندازد. 

#### جرج و والری کاستلو
زوجی که در کار قاچاق انسان هستند و افرادی که نتوانند به آن‌ها پول کافی دهند را به قتل می‌رسانند. سرانجام توسط دکستر به قتل می رسند. قتل آن‌ها توسط قاتل کامیون یخچالی و اسکار دیده می‌شود.

#### اسکار
اولین شاهد دکستر که کودکی هفت ساله است. دکستر همه وسایل خود را از بین می‌برد و با صحنه سازی جرج کاستلو را قاتل و فراری جلوه می‌دهد.